# 吳武典
吳武典（英語：Wu-Tien Wu，1940年10月15日—），臺灣宜蘭縣頭城鎮人，美國肯塔基大學哲學博士，台灣教育家，學術成就涵蓋「學校心理、資賦優異、身心障礙、特教政策、輔導工作、測驗編製與教育改革」等七大領域，被大陸學界譽為「中國特教的先行者」。
曾任國立臺灣師範大學教育學院院長、國立臺灣師範大學特殊教育研究所創所所長、特殊教育學系創系主任，世界資優教育協會(WCGTC（页面存档备份，存于） )主席。

## 生平

### 求學歷程
- 1953年畢業於臺東師範附小，1956年花蓮省中初中部畢業，1959年臺灣省立花蓮師範學校（今國立東華大學花師教育學院）畢業。在校期間擔任全校班聯會主席[6]。受時任校長李昇(國際名導演李安之父)賞識。[7]

- 1966年臺灣師大教育系畢業，1971年 以《輕度智能不足兒童辨別學習之研究》[8]論文獲得臺灣師大碩士學位，為臺灣師大教育研究所第一篇特殊教育論文和實驗研究論文[9]。

- 1973年赴美國肯塔基大學攻讀博士學位，受業於著名心理學家巴克雷教授(Prof. James R. Barclay)，主修學校心理學[2][9][10]。1975年自美取得博士學位返台。1983年巴克雷在吳邀請下，來台灣客座講學半年，巴克雷授權吳自由發展或翻譯他的所有評量工具，並稱吳〝academic son〞，視吳為其學術傳人。

### 學術主題

#### 投身特殊教育
吳武典和特殊教育結緣始於大四參觀臺北盲啞學校（現臺北啟聰學校（页面存档备份，存于） ），參訪後深受感動，認為盲聾學生雖有殘缺，卻仍具有成長的潛力，社會和人們應予他們更多的人文關懷。1971年在郭為藩教授指導下完成碩士學位論文。留美返國後，吳武典開始投身特教迄今，認為教學要以學生為本，也要以教師為本。

#### 建構出多概念的智能架構
吳武典研究探討一般學生與資優學生的職業興趣，後將生涯發展與多元智能做成連結，對生涯輔導的架構呈現比較多維的架構。類似的概念也呈現在加德納教授的《多元智能》與史坦伯格教授的《成功智能》融合，加上其所提出的《多元智能組型》，開創出學術上對於智能的新視野。吳認為：「每個人的潛能，都比我們自己想得多，只要『好好用』，就很夠了，關鍵在於怎麼發現天賦，又如何加以發揮。」

### 現任
- 國立臺灣師範大學特殊教育系名譽教授

- 國立屏東大學終身榮譽講座教授

- 廣東省嶺南師範學院特聘教授兼特殊教育系主任

- 粵台教師教育協同創新發展中心首席專家

- 國家教育研究院12年國民基本教育課程發展會委員兼特殊教育組召集人

- 「張老師」基金會專業指導委員會主任委員

- 臺北市特殊教育諮詢會（页面存档备份，存于） 委員

- Gifted Education International（页面存档备份，存于） 等國際學術期刊編輯顧問

- 香港教育大學博士學位外審委員

## 著作
- 《輔導原理》（臺北：心理出版社，ISBN：9577020151)
- 《團體輔導》（臺北：心理出版社，ISBN：9789861913469 )
- 《管教孩子的十六高招》（臺北：心理出版社，ISBN：9789861914008 )
- 《特殊教育導論》（臺北：心理出版社，ISBN：9789861919287 )

## 其它
發表期刊論文與專書之餘，亦創辦《特殊教育季刊（页面存档备份，存于） 》、《資優教育季刊》、《特殊教育研究學刊（页面存档备份，存于） 》、《資優教育論壇 （页面存档备份，存于）》等四個學術期刊。